# Gyttrad röksvamp
Gyttrad röksvamp (Lycoperdon pyriforme) är en svampart i familjen Lycoperdaceae.
Den växer på delvis multnad ved och finns i hela Sverige.